# Escudo de Escuinapa
En el escudo de armas del municipio de Escuinapa en Sinaloa, México podemos encontrar unas huellas las cuales simbolizan principalmente la peregrinación azteca, ya que algunos historiadores han afirmado que dicho grupo indígena, en su búsqueda por su tierra, pasaron por el Estado; cada cuartel del escudo representa las actividades económicas con mayor importancia y que se han desarrollado en todo el pueblo de Escuinapa; en el centro, se encuentra un árbol, el cual es símbolo del progreso de Escuinapa ya que representa los frutos y la savia con la que se alimenta el pueblo. Los eslabones simbolizan la fuerza de éstas actividades que ligadas entre sí hacen posible el progreso.
También se puede observar el lema "Escuinapa de Hidalgo", representando la cabecera municipal del municipio.
- Datos: Q5838013